# Jacobus Cruquius

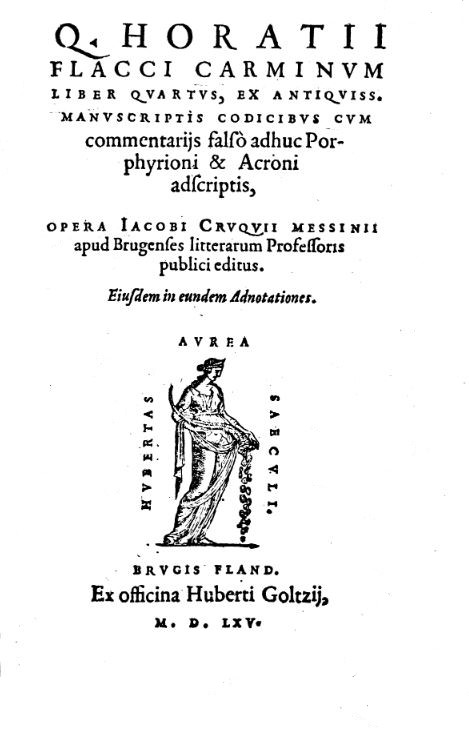
Tietelpagina van'Q. Horatii Flacci Carminum, liber quartus', editie van 1565

Jacobus Cruquius (Mesen, ca. 1510 - Brugge, 22 juni 1584), Jacob Cruucke, Jacob van Cruyck of Jacques de Crucque, was een Zuid-Nederlands humanist en linguïst.

## Levensloop
Cruucke studeerde vanaf 1532 aan de universiteit in Leuven en promoveerde in 1535 tot magister artium. Hij vervolgde met rechtenstudies en werd licentiaat in beide rechten. Aan het Collegium Trilingue volgde hij de cursussen van Conrad Goclenius en Petrus Nannius.
Vanaf 1542 doceerde hij zelf Latijn en Grieks in Leuven. Hij postuleerde vergeefs om in het Collegium Trilingue de opvolging van Nannius te kunnen nemen, omdat die uiteindelijk zijn voorgenomen ontslag en vertrek naar Italië niet realiseerde. Cruuck had echter de aandacht op zich getrokken van de theoloog Georgius Cassander, die hem aanbeval als zijn opvolger voor de Cubaleerstoel in Brugge. Vanaf 1543 nam Cruucke deze functie op, die hij zal volhouden tot aan zijn dood. De Stichting Cuba, zo genoemd naar zijn stichter, Jan de Witte, bisschop van Cuba (1528-1530), was opgericht met de financiële steun van deze bisschop: in 1541 kwam een leerstoel letterkunde tot stand en in 1545 een leerstoel godgeleerdheid.
Cruucke werd een van de voorname intellectuelen in Brugge, bekend vanwege zijn uitgebreide bibliotheek, alsook vanwege zijn collectie oude munten. Hij had onder zijn studenten heel wat voorname humanisten, zoals Jacob Reyvaert, Lucas Fruterius, Victor Giselinus, Janus Lernutius en Franciscus Modius.
Cruucke onderhield contacten met voorname humanisten, onder meer met Justus Lipsius, die hem steunde voor zijn publicaties. Verder ook met de Leidense bibliothecaris Janus Dousa. In het vriendenboek dat aan Dousa werd aangeboden, ondertekende Cruucke zijn bijdrage met de tekening van een kruik.

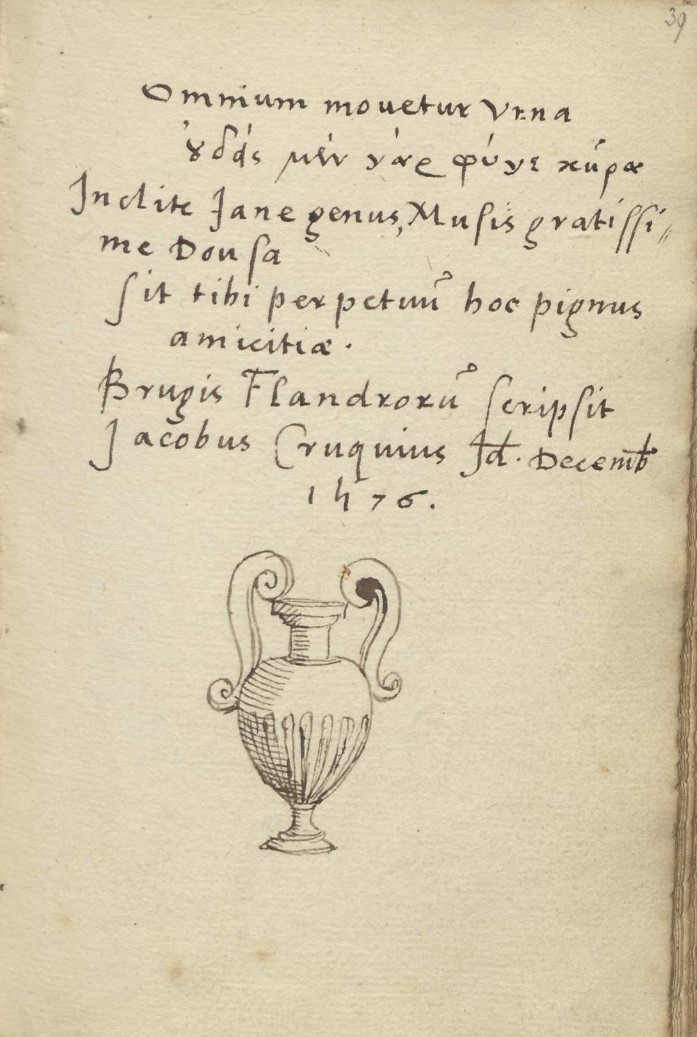
Jacobus Cruquius' bijdrage in het vriendenboek Janus Dousa

Cruucke is vooral bekend voor zijn publicaties van de werken van de dichter Horatius, zoals hij ze had ontdekt in oude manuscripten, bewaard in de benedictijnenabdij van Sint-Pieter in Gent op de Blandijnberg. De vier handschriften met gedichten van Horatius werden daarom bekend als de Blandijnhandschriften. Ze verdwenen in de brand die in 1566 de abdij teisterde, zodat de edities door Cruucke ervoor zorgden dat een groot aantal van de verzen van Horatius voor het nageslacht bewaard bleven.
Nog een ander uitzonderlijk document waar Cruucke gebruik kon van maken, was een handschrift met teksten van Horatius, bekend als Blandinius, Blandinius vetustissimus, of codex antiquissimus Blandinianus.
Cruucke publiceerde verschillende volumes met het werk van Horatius, tussen 1565 en 1578, de eerste in samenwerking met Hubertus Goltzius en de volgende met Christoffel Plantijn. Daarop volgde nog een complete editie en een afzonderlijke uitgave van de Commentator Cruquianus'. Na zijn dood werd alles in 1597 nogmaals herdrukt.
De populariteit van deze uitgaven blijkt uit het feit dat de meeste West-Europese collecties in de 17e-18e eeuw, minstens één exemplaar van de Cruucke-edities bevatten, hetzij de oorspronkelijke versies, hetzij de herdrukken van 1597.

## Publicaties
- Q. Horatii Flacci Carminum, liber quartus, Hubertus Goltzius, Brugge, 1565.[2]
- Q. Horatii Flacci Epodôn liber, met commentaren en nota's, Christ. Plantin, Antwerpen, 1567.
- Q. Horatii Flacci Satyrarum libri duo, met commentaren en correcties, Christ. Plantin, Antwerpen, 1573.
- M. Tullii Ciceronis oratio pro Milone, met vertaling, Christ. Plantin, Antwerpen, 1583.

## Voetnoten
1. ↑   Heesakkers, C.L., De eerste Neolatijnse Menippeïsche satire. I. Lipsi Satyra Menippaea. Somnium. Lusus in Nostri aevi Criticos (1581)
2. ↑  Q. Horatii Flacci Carminvm liber qvartvs, ex antiqviss. manvscriptis codicibvs cvm commentarijs falsò adhuc Porphyrioni & Acroni adscriptis Voorkant Quintus Horatius Flaccus ex officina Huberti Goltzi[dode link].